# Flos viribus
Flos viribus är en fjärilsart som beskrevs av Hans Fruhstorfer 1914. Flos viribus ingår i släktet Flos och familjen juvelvingar. Inga underarter finns listade i Catalogue of Life.